# Monopterus dienbienensis
Monopterus dienbienensis is een straalvinnige vissensoort uit de familie van de kieuwspleetalen (Synbranchidae). De wetenschappelijke naam van de soort is voor het eerst geldig gepubliceerd in 2005 door Nguyen & Nguyen.